# Creobroter labuanae
Creobroter labuanae es una especie de mantis de la familia Hymenopodidae.

## Distribución geográfica
Se encuentra en  Borneo y en Brunéi.